# Robert Dudley (actor)
Robert Dudley (13 de septiembre de 1869 – 15 de septiembre de 1955) fue un actor cinematográfico de carácter estadounidense, con una carrera en la cual, a lo largo de 35 años, trabajó en más de 115 películas.

## Biografía
Su nombre completo era Robert Y. Dudley, y nació en Cincinnati, Ohio. Se formó en el Lake Forest College y en Chicago, donde se tituló en cirugía de la boca.
En 1917 actuó en su primer film, Seven Keys to Baldpate, actuando en otros tres títulos de cine mudo en 1921. A partir de 1922 trabajó de modo constante, actuando en tres o cuatro cintas al año y superando la transición al cine sonoro en 1929 con The Bellamy Trial. Dudley a menudo interpretaba personajes de genio vivo, jurados, tenderos, cobradores, actuarios de tribunal, jueces de paz, así como, ocasionalmente, granjeros, vagabundos u obreros. Sus actuaciones en esos pequeños papeles fueron a menudo sin acreditar.
En la década de 1940 Dudley formaba parte de la oficiosa compañía de actores de carácter de Preston Sturges, actuando en seis películas escritas y dirigidas por Sturges. Su papel más destacado para Sturges fue el de "Wienie King" en el film de 1942 The Palm Beach Story, el cual protagonizaban Claudette Colbert y Joel McCrea.
Dudley había sido fundador del "Troupers Club of Hollywood", y estuvo casado con Elaine Anderson, con la que tuvo dos hijas, Jewell y Patricia Lee.  Rodó su última película en 1951, As Young as You Feel, y falleció en 1955 en San Clemente (California), dos días después de cumplir los 86 años de edad. Fue enterrado en el Cementerio Melrose Abbey Memorial Park de Anaheim (California).